# Гигантский новозеландский геккон
Гигантский новозеландский геккон (лат. Gigarcanum delcourti) — вид гекконообразных ящериц из семейства Diplodactylidae, известный по единственному экземпляру неизвестного происхождения, хранящемуся в Музее естественной истории в Марселе (Франция). Считается вымершим. Являлся самым крупным видом гекконов, превосходя следующий вид, гигантского геккона-бананоеда, в 1,5 раза. С момента описания в 1986 году вид относили к живородящим новозеландским гекконам, однако в 2023 году на основании молекулярно-генетического анализа выделенной из его костей мтДНК, он был отнесён к монотипическому роду Gigarcanum. Видовой эпитет delcourti дан в честь сотрудника марсельского музея, Алена Делькура, обнаружившего образец в коллекции.

## История открытия
Вид описали в 1986 году американские герпетологи А. М. Бауэр и Э. П. Рассел по единственному экземпляру, обнаруженному в Музее естественной истории Марселя. Он представлял собой чучело взрослого самца, дата и место поимки которого неизвестны. Он имел очень крупные размеры: длина тела до клоаки составляла 37 см, а длина хвоста — 25 см, что сделало его самым крупным известным видом гекконов. По мнению авторов описания, наиболее вероятно, что образец поступил в коллекцию музея в период с 1833 по 1869, так как записей этого времени не сохранилось. Многие годы чучело выставлялось на экспозиции, пока не было выявлено его значение для науки. На него обратил внимание Ален Делькур, куратор герпетологической коллекции музея, и сообщил о нём Расселу. За это Бауэр и Рассел назвали вид в честь Делькура, отнеся его к роду живородящих новозеландских гекконов (Hoplodactylus).

## Внешний вид
Считается самым крупным видом гекконов. Длина тела до клоаки составляет 37 см, что в 1,5 раза превышает максимальную длину крупнейшего из ныне живущих гекконов, гигантского геккона-бананоеда. Геккон имел короткую (93,8 мм в длину) и широкую (87 мм) голову с плоской передней частью и косым наружным слуховым проходом. Чешуи головы мелкие, зернистые. Конечности относительно короткие и толстые. Пальцы расширенные, снизу покрыты прямыми неразделёнными подпальцевыми пластинками, а сверху крупными чешуями. На концах каждого пальца имелся длинный толстый коготь. Между третьим и четвёртым пальцами имелась перепонка. Более мелкие перепонки были между первым, вторым и третьим пальцами. Туловище толстое, покрыто мелкими чешуями-зёрнышками, на брюшной стороне немного увеличенными. В преанальной области имеется треугольное пятно из увеличенных чешуй, несущих около 230 преанальных пор в 12 рядах. Около клоаки имеется также четыре (слева) и пять (справа) шипов. Хвост цилиндрический, имеет длину 25,2 см, покрыт кольцами из плоских прямоугольных чешуй.
Окраска экземпляра могла измениться в ходе изготовления чучела. Авторы описания отмечают, что кожа геккона покрыта лаком, пожелтевшим за время хранения. Основной фон тела желтовато-коричневый. От темени до уровня клоаки по спине тянется две тёмных красновато-коричневых широких полос, разделённых узкой полоской фонового цвета. От подмышек до паха тянутся полосы той же окраски. Брюхо слегка светлее спины, без рисунка.

## Происхождение и систематика
Особенности морфологии этого геккона позволили ограничить его возможный ареал до юго-западной части Тихого океана. По предположению авторов первоначального описания, экземпляр этого вида мог быть собран в Новой Каледонии или на Северном острове Новой Зеландии. Последняя гипотеза подтверждается существованием в фольклоре новозеландского народа маори крупных лесных ящериц, называемых на языке маори kaweau или kawekaweau. Kawekaweau по описанию напоминают гигантского новозеландского геккона по размерам и окраске. Тем не менее, присутствие этого вида в Новой Зеландии не подтверждается палеонтологическими данными, несмотря на большое количество обследованных фоссилий и субфоссилий.
В 2023 году исследование митохондриальной ДНК, выделенной из левой бедренной кости музейного экземпляра, позволило собрать митогеном этого вида, содержащего 13 генов, кодирующих белки, 22 гена тРНК, два гена рРНК и контрольный участок. Филогенетический анализ показал, что наиболее близкими родственниками этого вида являются не новозеландские живородящие гекконы, а новокаледонские гекконы из родов Eurydactylodes Mniarogekko и Rhacodactylus. По результатам анализа вид был выделен в отдельный монотипический род Gigarcanum, название которого происходит от др.-греч. Γίγᾱς, большой и лат. arcanum, тайна, отсылая к размеру и неизвестному происхождению единственного экземпляра. Тем не менее, как отмечают авторы исследования, эти данные не позволяют однозначно установить происхождение экземпляра, и не исключено, что он был привезён не с Новой Каледонии, а с островов Луайоте или Новой Зеландии.

## Образ жизни
На основании сравнения с ныне живущими гекконами из семейства Diplodactylidae, предполагается, что гигантский новозеландский геккон лазал по деревьям, питался разнообразными членистоногими, позвоночными (другими ящерицами и птенцами птиц) и иногда плодами растений, и вёл ночной образ жизни. Неизвестно, был ли он яйцекладущим или живородящим, но скорее всего потомство состояло из двух детёнышей, как у остальных представителей семейства.